# Мої сусіди Ямада
Мої сусіди Ямада (яп. ホーホケキョとなりの山田くん, Hōhokekyo Tonari no Yamada-kun, або Наші сусіди — родина Ямада) — повнометражний аніме-фільм режисера Ісао Такахати, який вийшов 17 липня 1999 року студією Ghibli. Продюсером став Тошіо Судзукі. Це сімейна комедія, намальована в комічному перебільшеному стилі, невластивому всім іншим фільмам студії Ghibli. Фільм оснований на йонкома-манзі «Ноно-тян» художника Хісаїті Ісії. Це перший фільм студії Ghibli, намальований повністю на комп'ютері.
Попри гідні рецензії, фільм виявився не дуже успішним в японському прокаті. У США фільм вийшов на DVD у 2005 році.

## Назва
Перше слово оригінальної назви Хохокекьо (яп. ホーホケキョ, хо:хокекьо) є ономатопеєю для позначення крику однієї з «трьох знаменитих співочих птахів» Японії китайської очеретянки. Цей птах з'являється у фільмі разом із назвою і щебече характерним чином. Присутність цього слова в назві пояснюється тим, що всі анімаційні фільми Такахати містять у назві слово, що починається зі складу Хо (також може перетворюватися на По).

## Сюжет
Фільм розповідає про особливості життя та побутові пригоди японської родини Ямада — чоловіка Такасі, дружини Мацуко, її матері Сіге, старшого сина Нобору та молодшої дочки Ноноко. Попри комічність подачі і японський колорит, ситуації, що демонструються, зрозумілі не тільки японцям. Сюжет складається з окремих, не пов'язаних безперервною розповіддю, епізодів, кожен із яких складається з однієї чи кількох коротких історій. Кожен епізод присвячений одному члену сім'ї або розповідає про взаємини між двома героями.

### Епізоди
- Пролог — Представлення членів сім'ї Ямада, їхніх характерів, що перетікає в асоційований весільному привітанню і напуттям молодят Ямада відеоряд.
- Родинна криза — Історія про те, як сім'я забула Ноноко в торговому центрі, але та не розгубилася і навіть допомогла іншій загубленій дитині, яка буле молодше, а сама поїхала зі знайомою тіткою, чим змусила всіх сильно похвилюватися.
- Принади побуту Ямада — Шість маленьких історій, центральним героєм яких є Мацуко — некваплива, розсіяна та хитра домогосподарка.
- Сімейне життя в стилі Ямада — Шість сцен про стосунки та взаєморозуміння подружжя Ямада.
- Чоловічі взаємини — Чотири сцени про взаємини батька з сином, проблеми розуміння різних поколінь.
- Відновлення батьківського авторитету — Три сцени про те, як Такасі намагається повчати Нобору, але робить це незграбно.
- Батько — приклад для наслідування — Сценка про те, як складно Такасі досягти розуміння з боку сім'ї.
- Сімейні хроніки Ямада — Ще три сцени про голову сім'ї та його авторитет.
- Досконала комбінація — Історія про те, як Мацуко та Сіге намагаються перехитрити один одного.
- Сніданок чемпіонів — Чотири сценки про те, як Мацуко не дуже турбує себе, готуючи їжу для сім'ї.
- Імбирний ранок — Історія про те, як Мацуко додавала в їжу надто багато імбиру, що росте в саду біля будинку, внаслідок чого у всієї родини виникли проблеми з пам'яттю.
- Жаль — Сценка про те, як Мацуко заснула, намагаючись слухати класичну музику.
- Мистецтво недовговічне, а життя довге — Три історії про Сіге і те, як вона сприймає свою старість.
- Мудрість приходить із віком, але вік швидше — Історія про Нобору та про його проблеми з навчанням.
- Юність — Продовження розповіді про Нобору, історія про закоханість, що прийшла несподівано.
- Сімейні хроніки Ямада — Сцена про стосунки подружжя.
- Все по-своєму — Три сценки про Сіге, її сприйняття світу та невгамовну енергію.
- Боротьба за справедливість — Продовження історії з Сіге в головній ролі та про її методи розв'язання проблем. Закінчується мріями Такасі стати супергероєм — місячним гонщиком.
- Ямада — голова відділу — П'ять історій про годувальника родини Такасі.
- Висновок — Усі виконують пісню «Que Será Será» японською мовою. Спів перемежовується ще кількома сценками.

## Список персонажів
Такасі Ямада (яп. 山田たかし, Ямада Такасі) — Батько, глава сімейства, сильно втомлений на роботі, не надто успішний керівник відділу компанії.
Мацуко Ямада (яп. 山田まつ子, Ямада Мацуко) — Мати, занурена в побут, дещо лінива і розсіяна, повненька домогосподарка.
Нобору Ямада (яп. 山田のぼる, Ямада Нобору) — Син, старша дитина в сім'ї, старшокласник, який стикається з проблемами в навчанні.
Ноноко Ямада (яп. 山田のの子, Ямада Ноноко) — Донька, яка навчається в третьому класі початкової школи, дуже життєрадісна дитина.
Сіге Ямано (яп. 山野しげ, Ямано Сіге) — Бабуся, мати Мацуко, сварлива, але повна життєвих сил у віці 70 років.
Поті (яп. ポチ, Поті) — Пес, мовчазний і апатичний сімейний улюбленець.

## Озвучування ролей
Сейю:
- Хаято Ісобата — Нобору
- Масако Аракі — Сіге
- Наомі Уно — Ноноко
- Тору Масуока — Такасі
- Юкідзі Асаока — Мацуко
- Акіко Яно — вчителька Фудзіхара
- Косандзі Янагія — читець хайку

А також: Тамао Накамура, Міяко Тете, та інші.

## Нагороди
Стрічка «Мої сусіди Ямада» виграла Приз за перевагу у категорії анімація на Japan Media Arts Festival (яп. 文化庁メディア芸術祭) в 1999 році.

## Виробництво
Такахата хотів, щоб графіка у фільмі виглядала як акварель. Для цього йому довелося відмовитися від традиційної техніки перекладки на користь комп'ютерної графіки, що зробило «Мої сусіди Ямада» першим фільмом студії Ghibili, намальованим та анімованим повністю на комп'ютері .